# Salix mollissima
Salix mollissima är en videväxtart som beskrevs av Jakob Friedrich Ehrhart. Salix mollissima ingår i släktet viden, och familjen videväxter. Inga underarter finns listade i Catalogue of Life.